# Laminador
O laminador é uma máquina utilizada na conformação mecânica de materiais (laminação), que consiste em modificar a seção transversal de um metal através da passagem entre dois cilindros com superfície retilínea (laminação plana) ou com canais (laminação não plana), sendo a distância entre os dois cilindros menor do que a espessura inicial da peça.
O material é submetido a elevadas tensões, resultantes da compressão exercida por roletes (como na calandra), e a tensões cisalhantes superficiais, resultante do atrito entre os rolos e o material. Mesmo atrito este que “puxa” o material para dentro dos cilindros. Além de modificar a espessura do material, pode-se também mudar sua dureza (ductilidade), de acordo com o grau de laminação.
Ele é composto basicamente de cilindros (2), mancais (3-De rolamento, fricção e patente), carcaça ou gaiola, que fixa essas partes e um motor para fornecer potência aos cilindros e controlar a velocidade de rotação.
São utilizados dois cilindros colocados horizontalmente, um sobre o outro, que são compostos por três partes: a mesa, onde se realiza a laminação, os pescoços, onde se encaixam os mancais e os garfos de acionamento –trevos.
A posição dos cilindros é ajustada por volantes que ficam na parte superior da máquina, e são utilizadas também guias para que o material não desvie de sua trajetória.
Os passes variam muito de máquina para máquina e devem ser dados de forma decrescente e suave, para evitar que ocorram desníveis nas chapas.
- Fricção dianteira: sua rotação tem o dobro da velocidade dos cilindros, o que facilita a tração do material.
- Fricção principal: possui correias resistentes e trabalha com um conjunto de engrenagens, tanto fora da máquina, como no redutor.

O sistema de refrigeração é muito importante, e é feito com água e óleo, sendo a água responsável pela refrigeração interna dos mancais de bronze, e o óleo dos cilindros e mancais patente. Possui bomba de óleo hidráulica e um complexo para a reutilização da água. O sistema de refrigeração nas adesivadoras (expansão de laminadoras) é feito, usando uma estufa ou uma câmara que contenha várias lâmpadas de cura.
A lubrificação é feita com graxa nas partes de engrenagens e disco de freio e com óleo grosso nos cilindros.
As chapas devem ser constantemente limpas, pois qualquer sujeira pode danificar o material.